# 연애 완전 정복
《연애 완전 정복》은 2020년에 개봉한 대한민국의 코믹 멜로영화이다.

## 줄거리
동아리 친구 ‘희연’을 짝사랑하던 ‘영석’. 1262일 만에 고백하려 마음먹지만 ‘희연’이 선배와 키스하는 장면을 목격한 후 마음을 접게 된다. 룸메이트 ‘병순’의 추천으로 연애 코치 사이트 ‘어드벤처 M’을 접하게 된 '영석'. 또 다른 신청자 '묘령'을 만나게 된다. 묘령은 완벽한 미모와 섹시한 몸매로 '영석'을 들었다 놨다 하는 '묘령'은 급기야 모텔 투어를 제안하는데...

## 캐스팅
- 강예빈 : 묘령 역
- 오희중 : 영석 역
- 신새롬 : 희연 역

## 같이 보기
- 2020년 대한민국의 영화 목록